# كأس الاتحاد الإنجليزي 1928–29
كأس الاتحاد الإنجليزي 1928–29 (بالإنجليزية: 1928–29 FA Cup)‏ هو الموسم 54 من  كأس الاتحاد الإنجليزي. أقيم خلال الفترة 1 سبتمبر 1928 وحتى 27 أبريل 1929، والذي يشرف على تنظيمه الاتحاد الإنجليزي لكرة القدم، وكان عدد الأندية المشاركة فيه  68، وفاز فيه بولتون واندررز.